# Creil (Frankrijk)
Creil is een gemeente in Frankrijk in het departement Oise, gelegen op 45 km ten noorden van het centrum van Parijs.  Het vormt met verschillende andere gemeenten waaronder Nogent-sur-Oise, een agglomeratie (agglomération Creil Sud Oise), en is de hoofdplaats van kanton Creil. De gemeente telde 36.494 inwoners op 1 januari 2022.
Creil heeft een spoorwegstation, station Creil. De stad heeft zich vooral in de negentiende eeuw ontwikkeld dankzij de industrie die van de spoorwegverbinding met Parijs kon profiteren.

## Geschiedenis

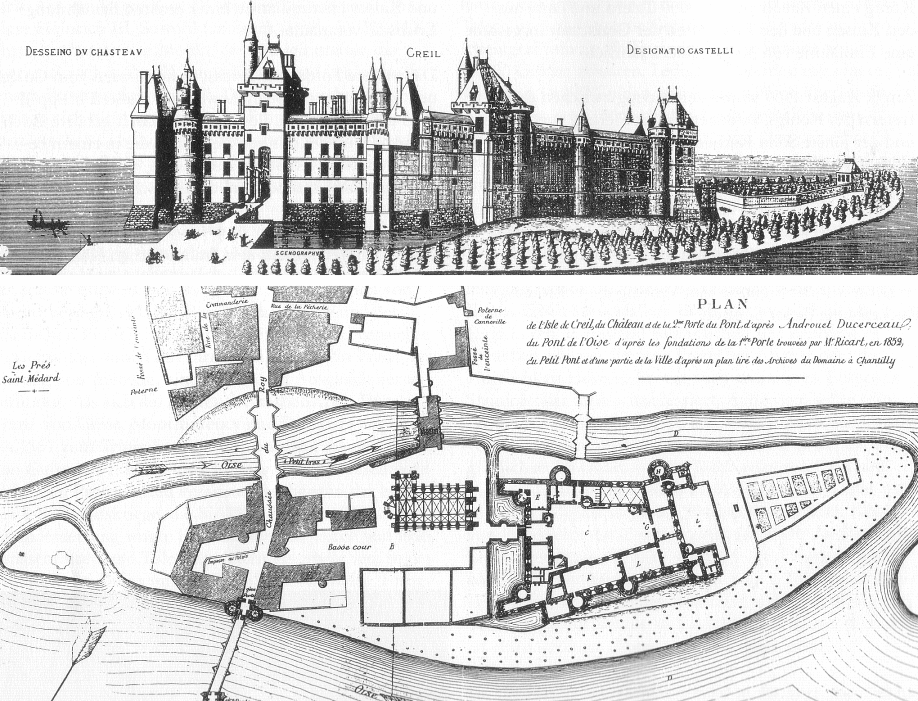
Het kasteel van Creuil en het riviereiland in de Oise (1576)

De plaats ontstond op een vroeger riviereiland in de Oise. Hier werd een feodale burcht gebouwd.
In de veertiende eeuw bouwde koning Karel V een nieuw kasteel in Creil en gaf Creil het recht om twee jaarmarkten te organiseren. Karel VI werd hier enige tijd opgesloten in het kasteel wegens krankzinnigheid en het kasteel bleef gedurende een eeuw in het bezit van de Franse koningen. Tijdens de Honderdjarige Oorlog was het kasteel lange tijd een twistappel. In 1441 heroverden de Fransen het definitief.
In 1567 kwamen de protestanten aan de macht in de stad en zij verbrandden de relieken van de heilige Evremond die in Creil vereerd werd. De stad had erg te lijden onder de Hugenotenoorlogen.
In 1782 verkocht de familie Condé het kasteel. Dit werd in de daarop volgende decennia bijna volledig afgebroken. In 1793 werd de Saint-Médardkerk geplunderd.
Door de goede verbindingen per spoor, over het water en via de weg met Parijs en het noorden kon Creil zich in de negentiende eeuw ontwikkelen tot een industrieel centrum. De eerste industrie die zich hier vestigde in de negentiende eeuw was de faience. In 1846 werd het spoorwegstation geopend. Er kwamen metaal-, chemische en werkbouwkundige industrie en transportbedrijven. Later werd dit meer vervangen door kleinere bedrijven en de dienstensector.
Tijdens de Tweede Wereldoorlog legden de Duitsers een militair vliegveld aan in Creil. Dit vliegveld en het station waren het doelwit van verschillende geallieerde luchtbombardementen, waarbij de stad grote schade opliep. Na de oorlog volgde een sterke stadsuitbreiding op het plateau ten zuiden van de Oise.

## Geografie
De oppervlakte van Creil bedroeg op 1 januari 2022 11,09 vierkante kilometer; de bevolkingsdichtheid was toen 3.290,7 inwoners per km².
De rivier de Oise stroomt door Creil, met een riviereiland in Creil. 
De onderstaande kaart toont de ligging van Creil met de belangrijkste infrastructuur en aangrenzende gemeenten.

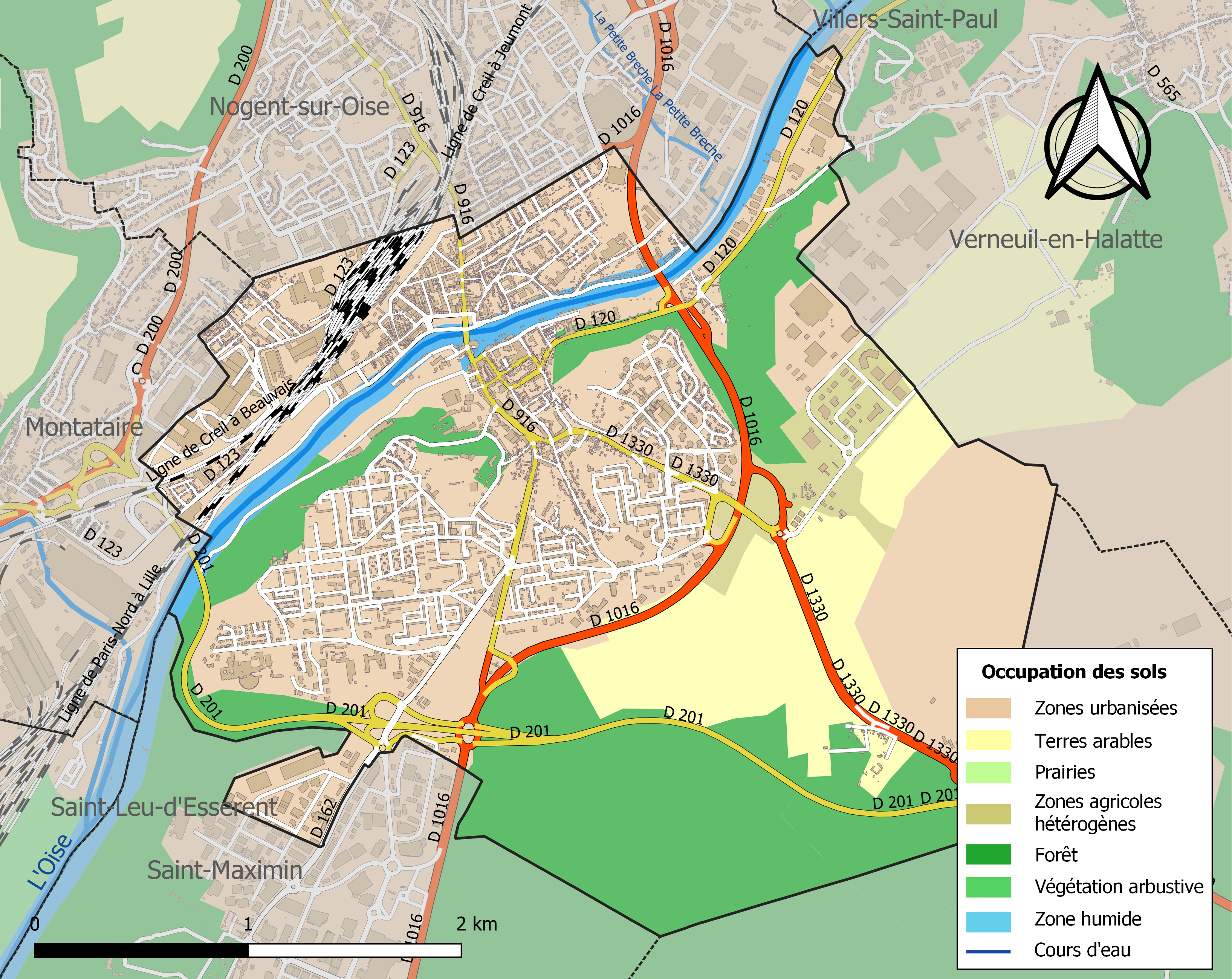

## Demografie
Onderstaande figuur toont het verloop van het inwonertal, bron: INSEE-tellingen. 

## Bezienswaardigheden
Het Maison Gallé-Juillet, op de binnenplaats van het vroegere koninklijke kasteel, herbergt een gemeentelijk museum. De gotische Saint-Médardkerk werd gebouwd in de dertiende eeuw en kreeg in de zestiende eeuw zijn toren. De gemeente heeft ook industrieel erfgoed.

### Afbeeldingen

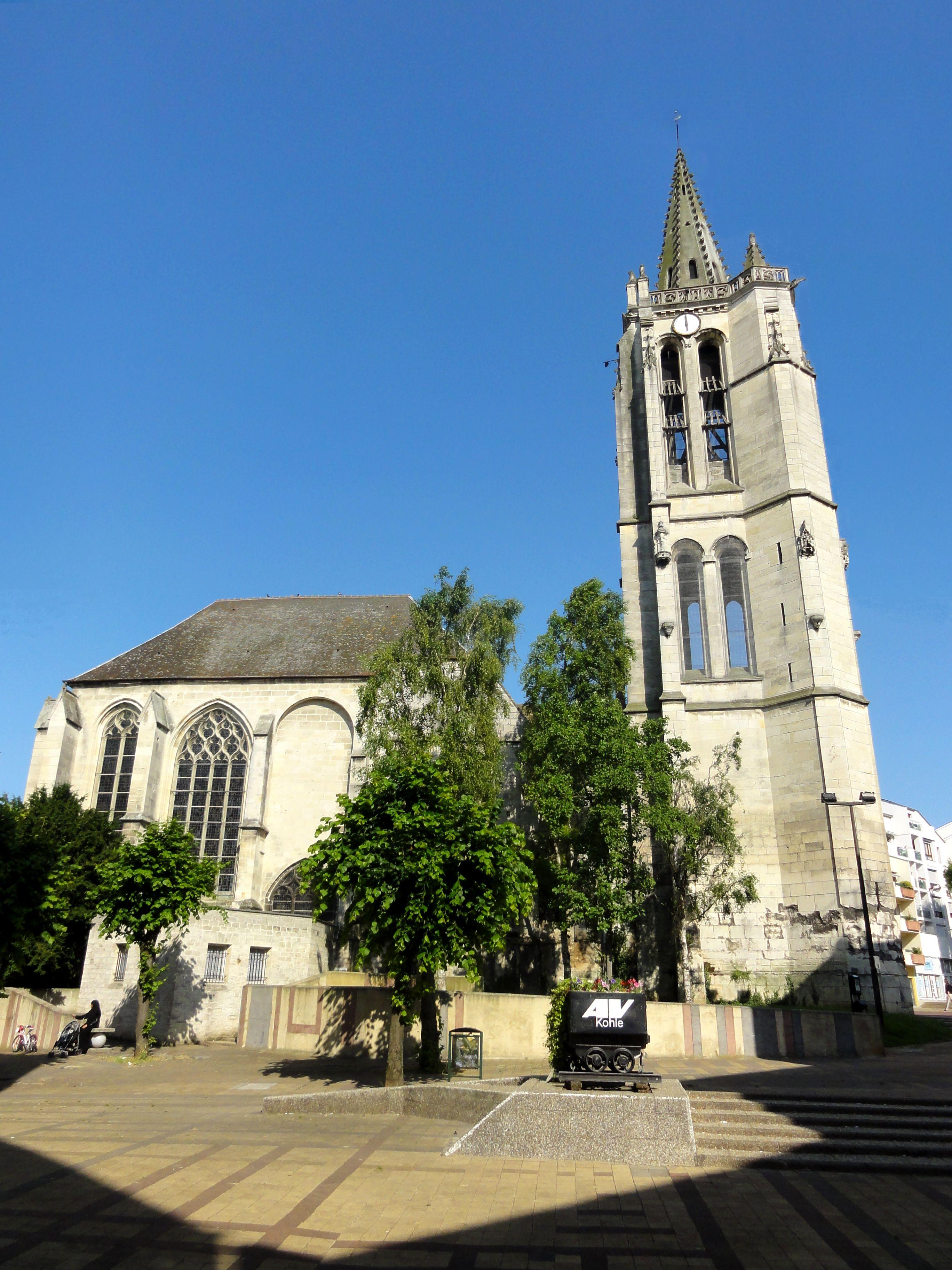
Saint-Médardkerk
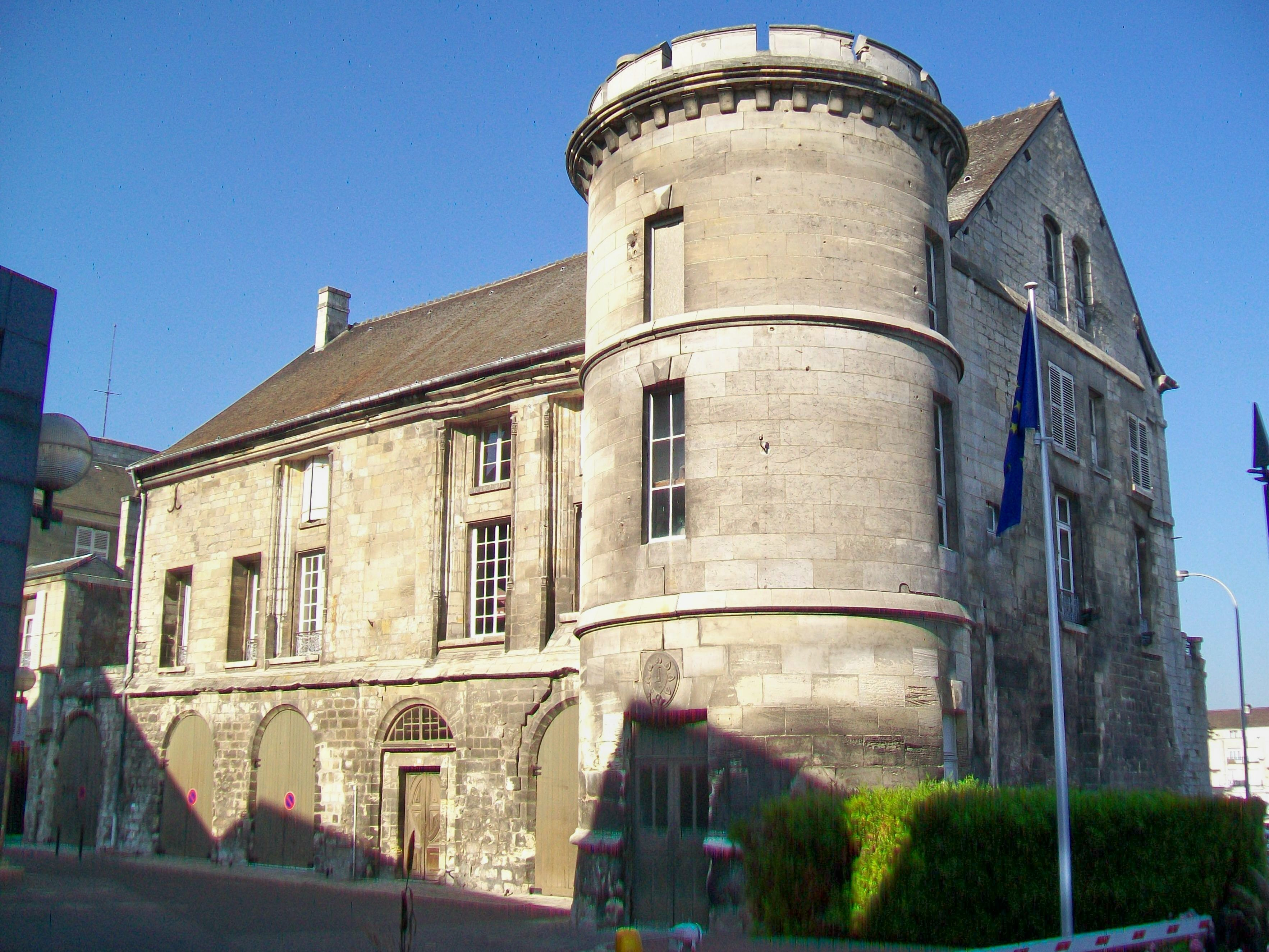
Een toren als enige restant van het kasteel van Creil
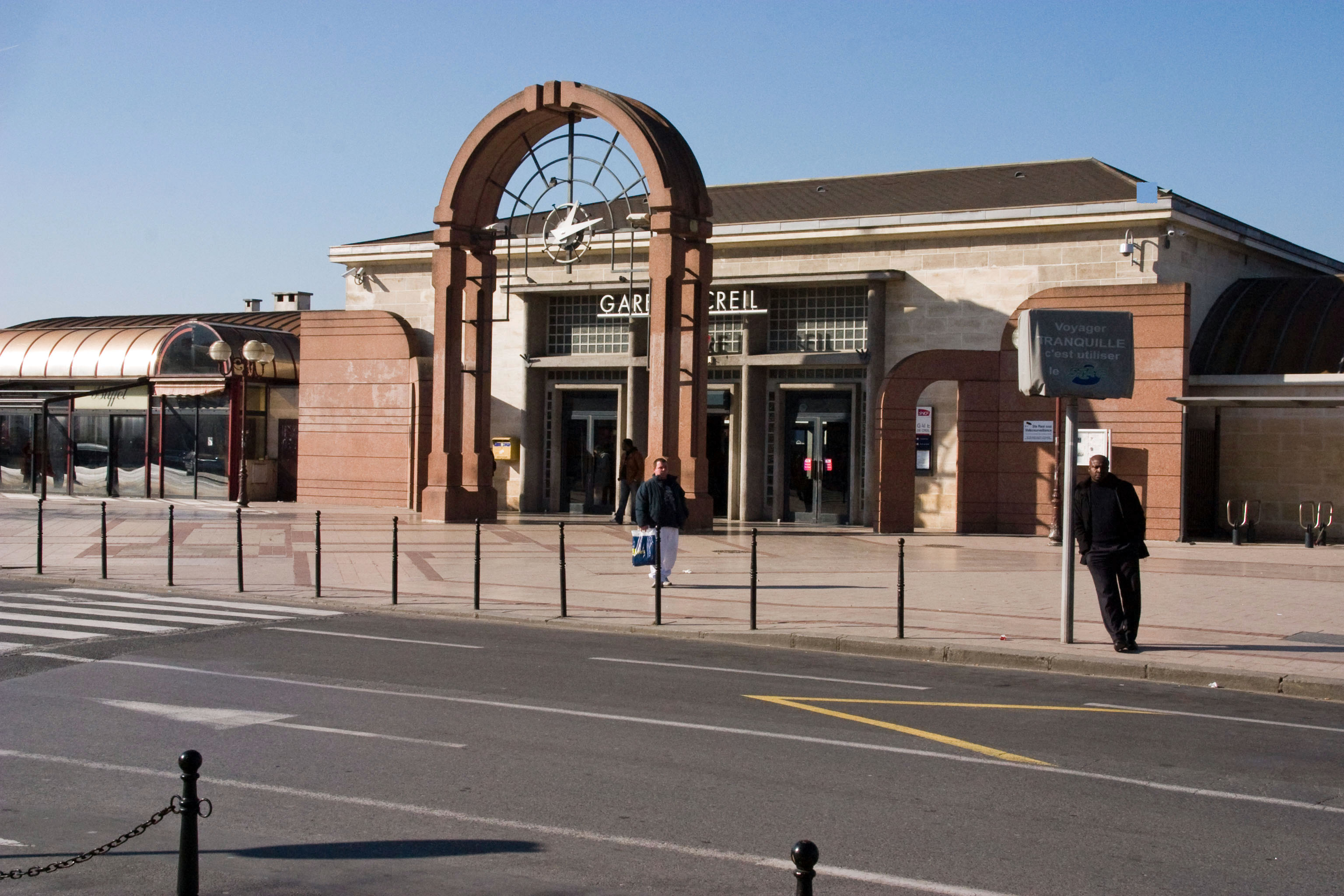
Station
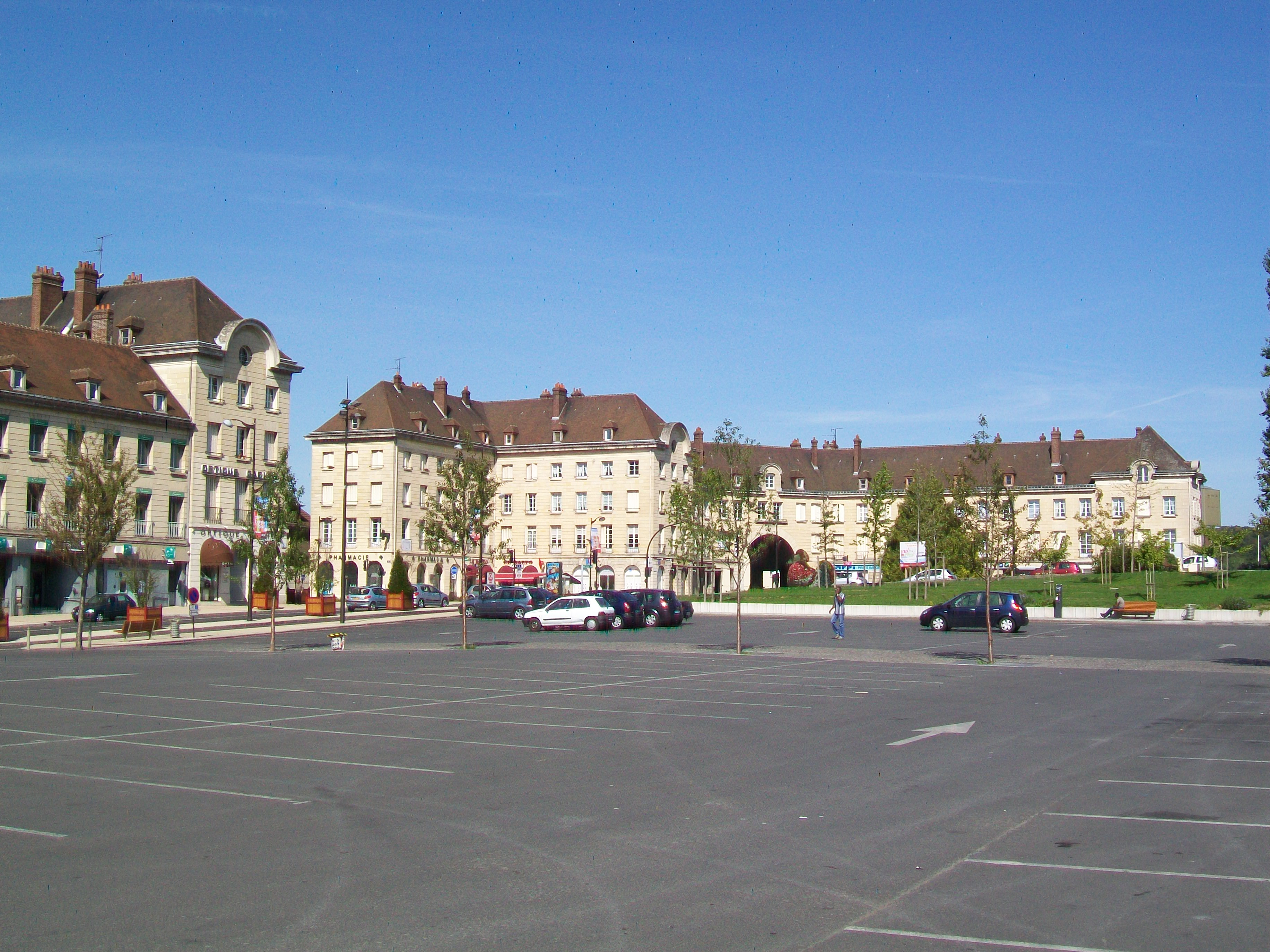
Place Carnot
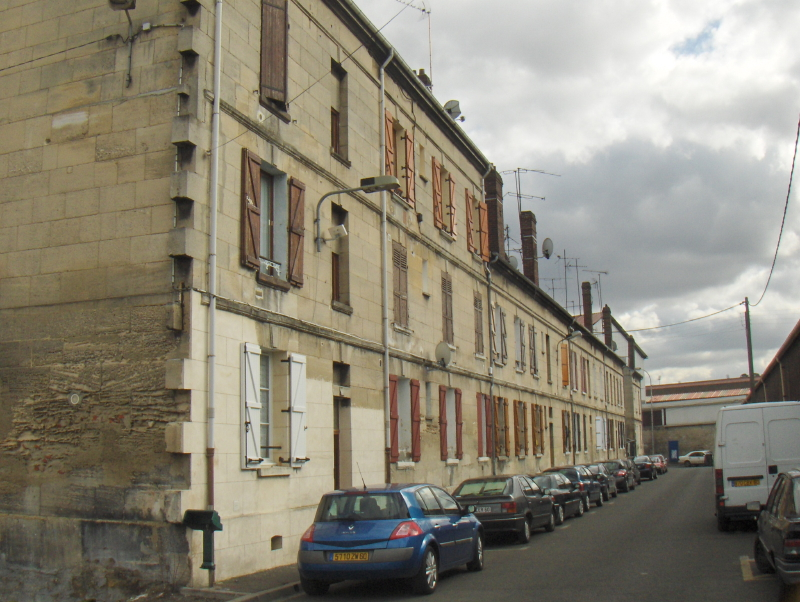
Oude arbeiderswijk (Cité Lucile)

## Geboren
- Éric Woerth (29 januari 1956), politicus
- Laurent Pillon (31 maart 1964), wielrenner
- Lynel Kitambala (26 oktober 1988), voetballer
- Florian Pinteaux (4 februari 1992), voetballer
- Houssen Abderrahmane (3 februari 1995), voetballer

## Partnersteden
- Pendle
- Marl
- Chorzów

## Websites
- (fr)  Statistische informatie op de website van het Franse bureau voor statistiek INSEE